# Olchon
Olchon (rusky Ольхон, burjatsky Ойхон арал) je největší ostrov jezera Bajkal. Jeho délka činí 73,5 km, šíře až 15 km, rozloha 730 km2, žije zde 1668 obyvatel (2014). Od pevniny jej oddělují průlivy Malé moře a Brána Olchonu. Na východ od ostrova se nachází nejhlubší místo Bajkalu (1642 m). Název Olchon je poruštěná varianta burjatského slova ojchon, které znamená lesík nebo málo lesnatý, neboť lesy zabírají jen o málo více než třetinu plochy ostrova.

## Příroda

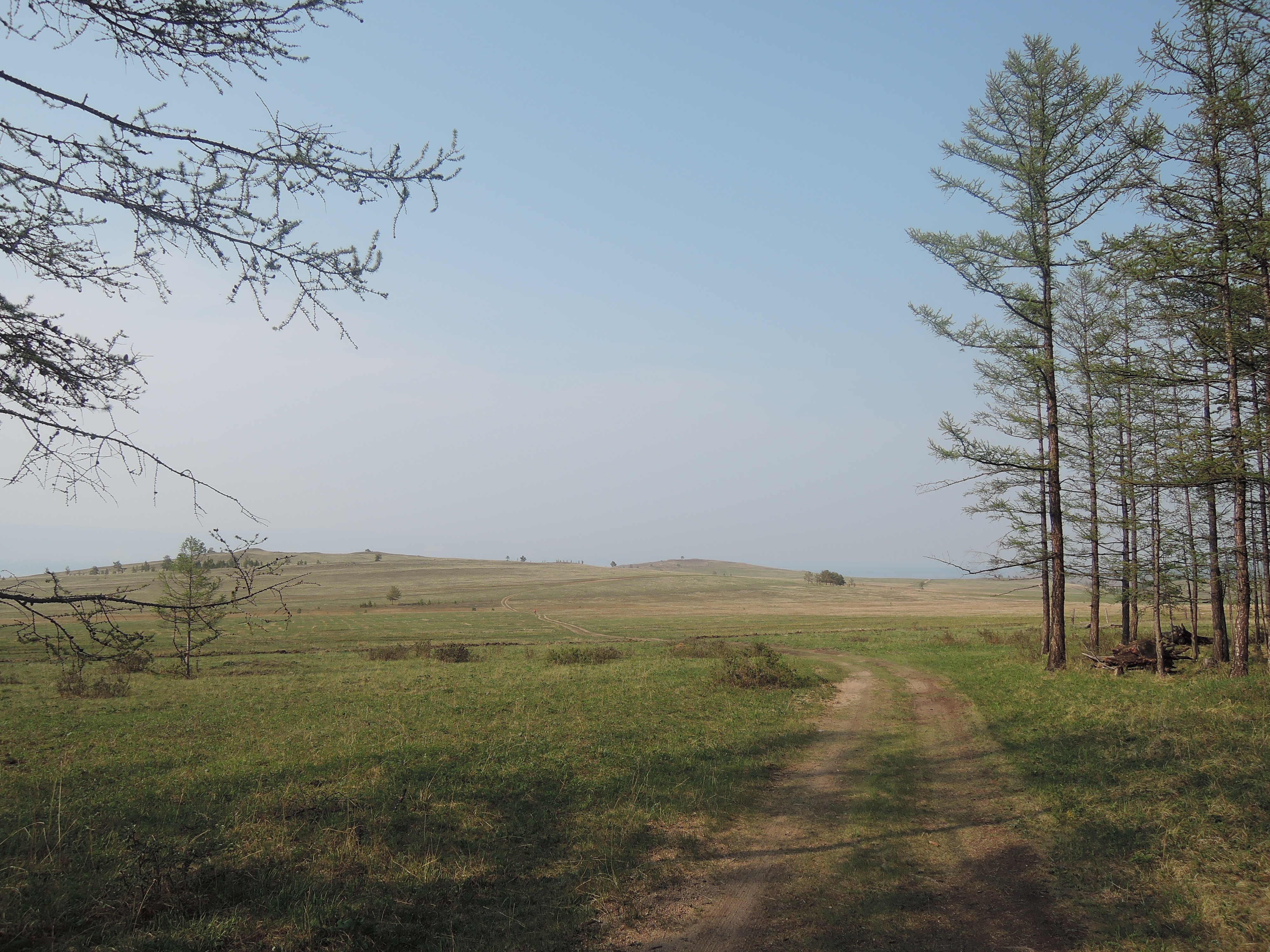
Přechod mezi lesem a stepí

Příroda Olchonu je velmi různorodá. Vyprahlá step se tu setkává s hustými lesy, kde rostou i velmi vzácné dřeviny (např. některé druhy již téměř vymizelých cedrů), naleznete tu strmé mramorové skály, porostlé hustými červenými lišejníky, stejně jako bažiny zarostlé množstvím vodních rostlin. Turisté s oblibou vyhledávají velké zálivy, které se v létě dobře prohřívají a nabízejí tak překvapivě příjemné místo ke koupání v jinak ledovém jezeře. V této souvislosti jsou oblíbené zejména četné písčité pláže obklopené stinnými modřínovými háji.

## Klima
Oblast Bajkalu se vyznačuje vysokým počtem slunných dnů - na ostrově Olchon bývá zataženo průměrně pouze 48 dní v roce. Množství srážek nepřevyšuje v průměru 140 mm za rok, což je třikrát méně než v nejsušší oblasti ČR. Obyvatelé ostrova tak musejí své zahrady uměle zavlažovat. Další zvláštností Olchonu je téměř všudypřítomná půdní eroze. Časté větry velmi rychle přemisťují písek a humus, což znemožňuje rozsáhlejší zemědělskou činnost a mohou tak vznikat i zcela pustá místa. Místy je možno pozorovat posuny písků. Například u vesnice Chužir je vidět, jak písky obsazují kdysi lesnatá místa.
Vodní masa Bajkalu ovlivňuje zdejší klima. Zima je zde oproti vnitrozemí mírnější a léto chladnější. Nástup jara na Bajkale je o 10-15 dní zpožděný oproti přilehlým oblastem a stejně tak podzim bývá delší.
| Olchon – podnebí                    | Olchon – podnebí | Olchon – podnebí | Olchon – podnebí | Olchon – podnebí | Olchon – podnebí | Olchon – podnebí | Olchon – podnebí | Olchon – podnebí | Olchon – podnebí | Olchon – podnebí | Olchon – podnebí | Olchon – podnebí | Olchon – podnebí |
| Období                              | leden            | únor             | březen           | duben            | květen           | červen           | červenec         | srpen            | září             | říjen            | listopad         | prosinec         | rok              |
| ----------------------------------- | ---------------- | ---------------- | ---------------- | ---------------- | ---------------- | ---------------- | ---------------- | ---------------- | ---------------- | ---------------- | ---------------- | ---------------- | ---------------- |
| Průměrné denní maximum [°C]         | −16              | −12              | −3               | 8                | 13               | 20               | 22               | 20               | 14               | 5                | −6               | −11              | 5                |
| Průměrné denní minimum [°C]         | −26              | −25              | −16              | −2               | 1                | 7                | 10               | 9                | 2                | −6               | −16              | −15              | −6               |
| Zdroj: ozerobaikal.info 20. 2. 2016 |                  |                  |                  |                  |                  |                  |                  |                  |                  |                  |                  |                  |                  |

## Obyvatelstvo
Na ostrově je celkem 9 osad, jejichž správním centrem je vesnice Chužir. Většina z nich se nachází v západní, stepní části ostrova. V roce 2014 zde trvale žilo 1668 lidí, z toho 1350 v Chužiru. Žijí zde jak Burjati, tak Rusové.

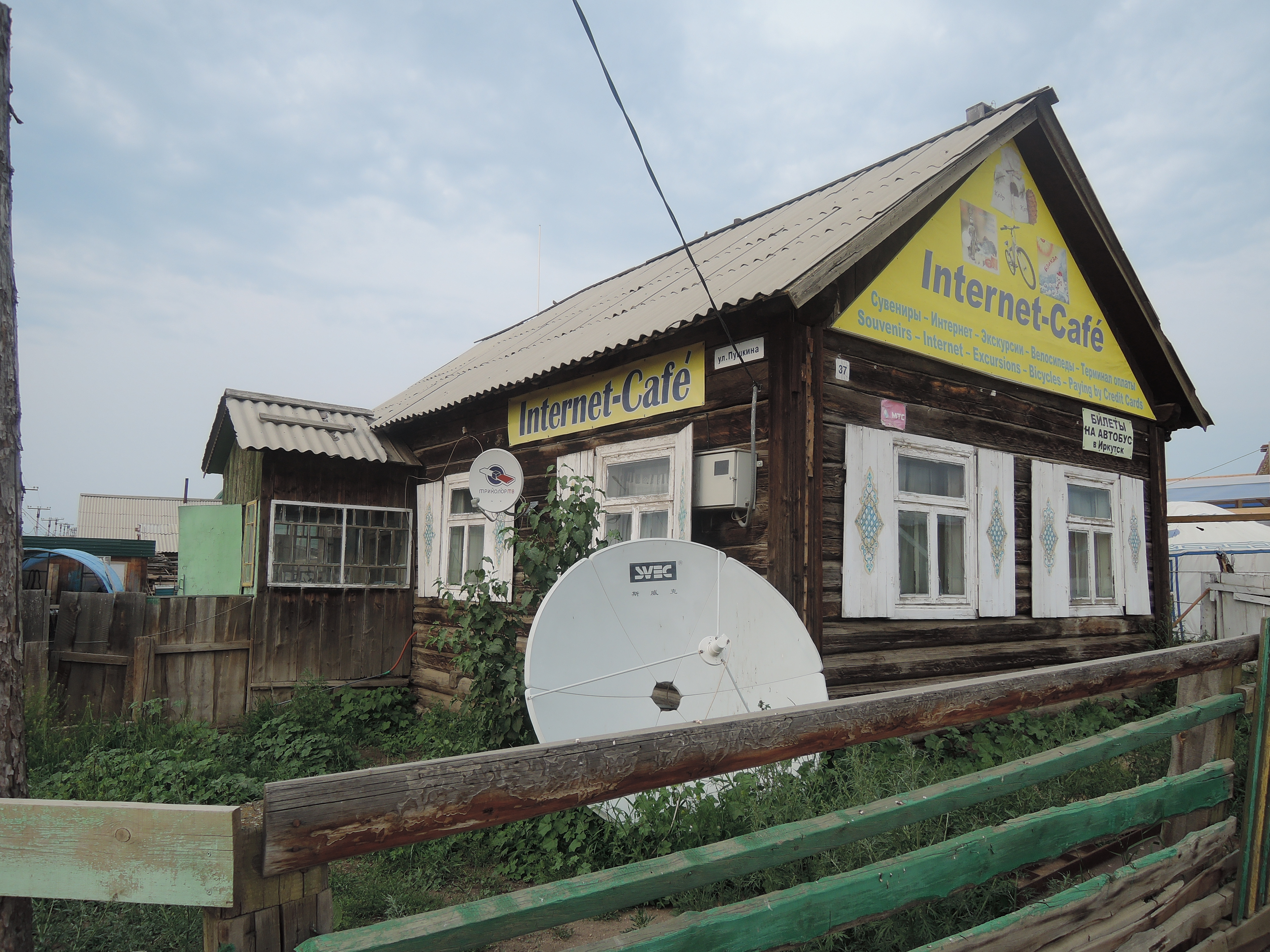
Chužirská internetová kavárna

### Chužir
Vesnice Chužir je prakticky jediným větším sídlem na ostrově a také centrem místního turismu. Funguje zde infocentrum, oblastní muzeum, trh, několik kaváren, obchody s potravinami i suvenýry a internetová kavárna. Je možné si zde pronajmout turistické vybavení, jízdní kola, čtyřkolky či jezdecké koně. Nachází se zde řada hotelů a turistických ubytoven, nocleh lze bez problémů nalézt také u místních, obyčejně v nějaké jednoduché přístavbě. Nalézá se zde také jediná čerpací stanice na ostrově.
Dříve zde fungoval největší závod na zpracování ryb na Bajkale, který byl také příčinou založení samotné vesnice, je však již uzavřen. Obyvatelé Chužiru tak žijí téměř výhradně z turismu. Ten se zde začal po pádu SSSR rychle rozvíjet a vesnice tak za posledních 20 let značně expandovala.

## Turistické zajímavosti

### Skála Šamanka

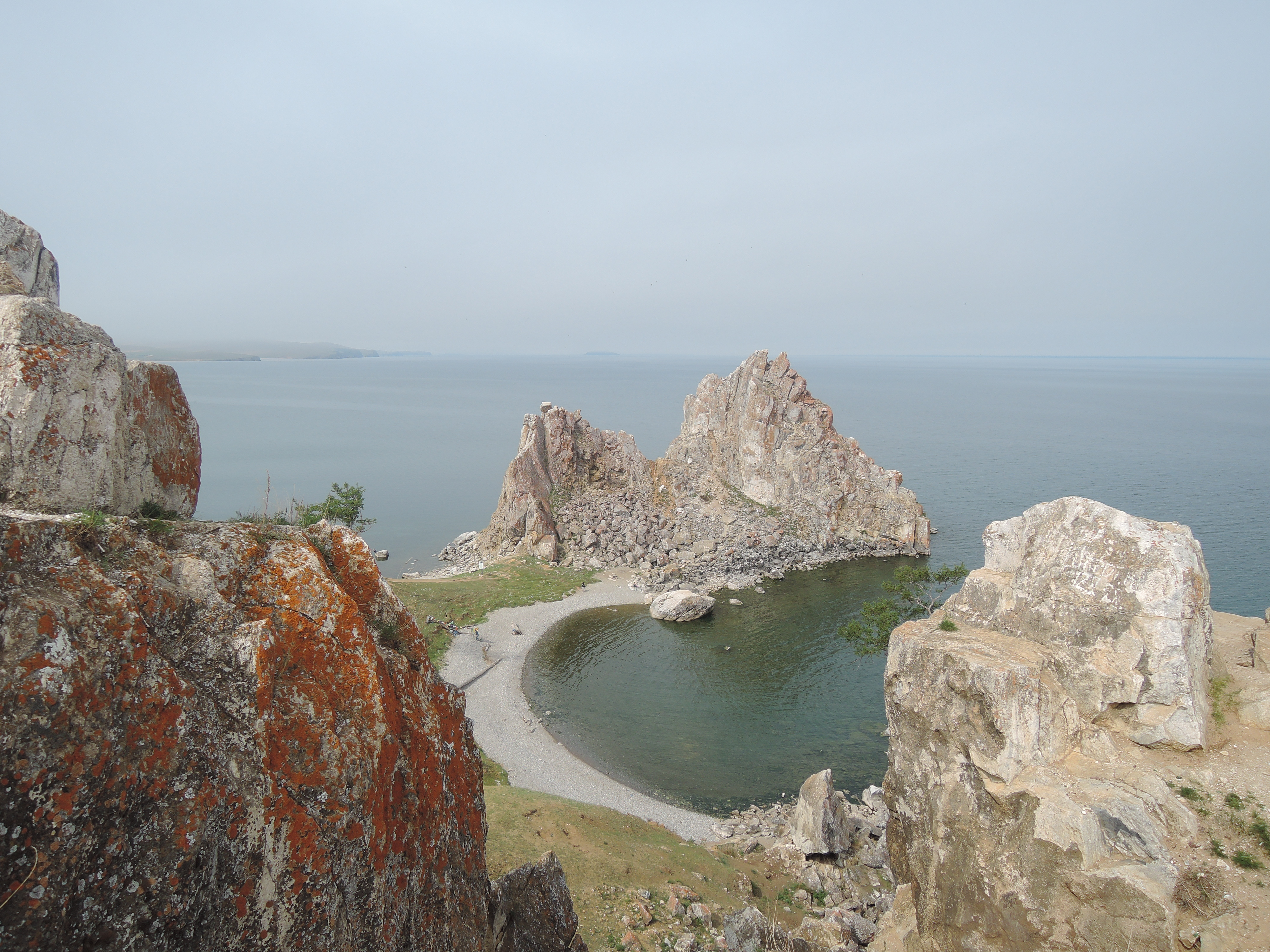
Skála Šamanka s typicky červenými lišejníky v popředí

Skála Šamanka (dříve nazývaná Kamenný chrám) je místní šamanistickou svatyní, jedno z nejznámějších a nejčastěji zobrazovaných míst Bajkalu.
Mys Burchan, na kterém skála stojí, není posvátným místem pouze pro vyznavače šamanismu. U tohoto přírodního chrámu lze potkat modlící se křesťany, meditující buddhisty či jogíny. Toto místo je však neobyčejně magické a zvláštní i pro ateistického Středoevropana.
Šamanka je tvořena mramorem a dolomitickým vápencem, můžete zahlédnout i záblesky grafitu. Její povrch je pokryt výraznými lišejníky převážně červené barvy. Skála má dva vrcholy, ten blíže ke břehu je vysoký 30 m, vzdálenější vrchol potom 42 m. Na západní straně skály vystupuje na povrch hnědá přírodní kresba geologického původu, která připomíná draka.

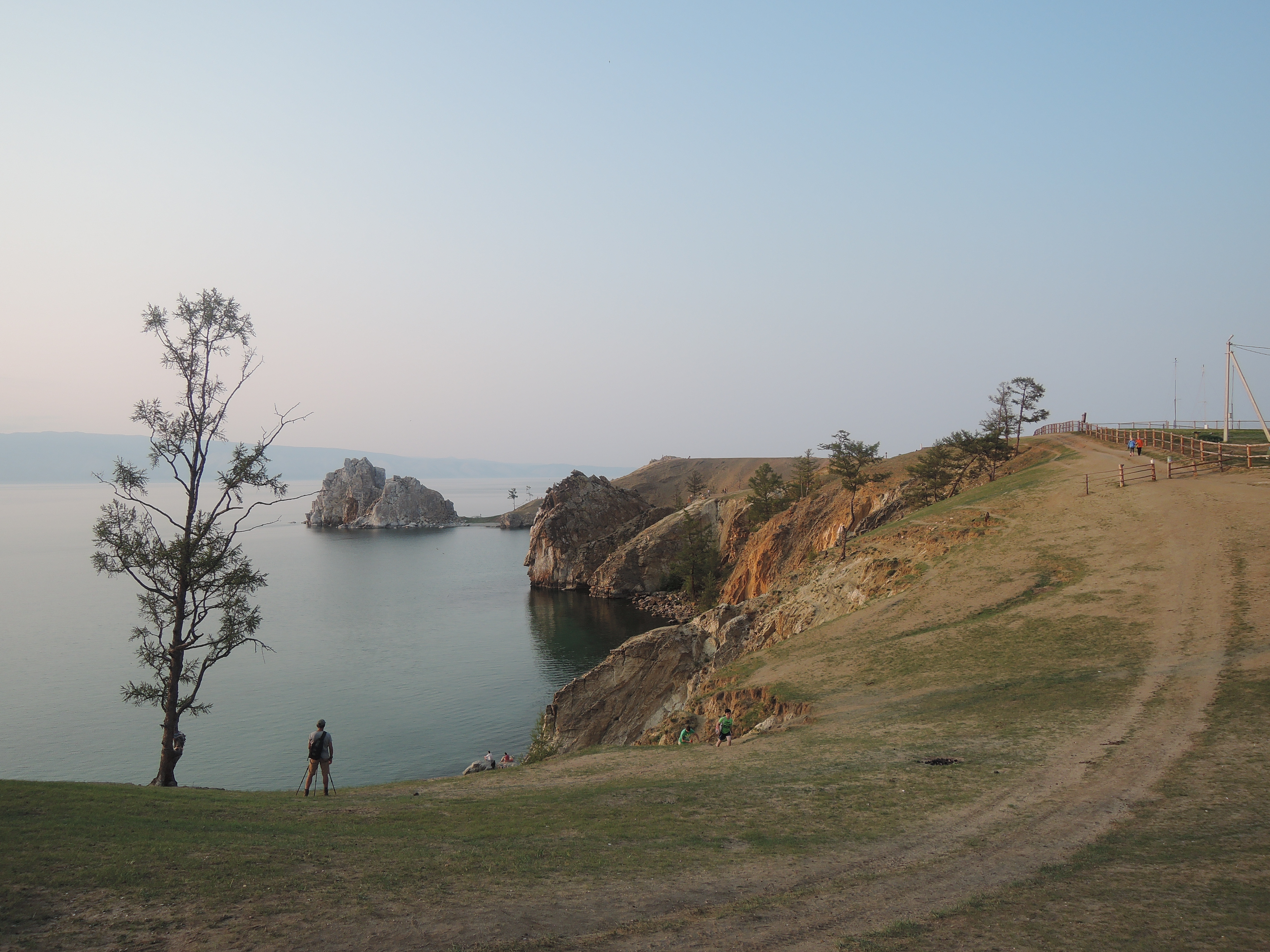
Skála Šamanka, pohled z jihovýchodu

Ve skále se nachází v části blíže ke břehu též křivolaká průchozí jeskyně, vzniklá zvětráváním a erozí vápencových částí. Jeskyně je dlouhá asi 12 m, široká od 3 do 4,5 m, vysoká od 1 do 6,5 m. Jeden vchod do jeskyně se nachází na severovýchodě, druhý na západě. Prostor jeskyně se prudce svažuje směrem od západu na východ. Je zde několik slepých chodeb a jeden komín. Přibližně uprostřed jeskyně se nachází kamenný stůl a dřevěná přepážka, sloužící k vykonávání rituálů. Vstup do jeskyně je nejsnadnější ze západní strany, kde je před vchodem malá plošina.
Celý poloostrov Burchan je obehnán kůly zamezujícími vjezd automobilům, které zde způsobovaly výraznou půdní erozi. Následky vjezdu automobilů jsou dodnes silně patrné - v blízkosti skály se nachází několik vymletých příkopů. Vstup na samotnou Šamanku je přísně zakázán. Jedná se totiž o posvátné místo, podle vyznavačů šamanismu zde sídlí duchové, které lidé nesmí rušit. V dávných dobách dokonce obyvatelé ostrova ovazovali v blízkosti skály kopyta svých koní, aby klapání kopyt nerušilo duchy. Vstup na skálu nelze doporučit ani z bezpečnostních důvodů - již zde došlo k úmrtí v důsledku pádu ze skály.

### Oblastní muzeum N. M. Revjakina
Oblastní muzeum se nachází ve vesnici Chužir, v budově bývalé školy na ulici Pervomajskaja. Jsou zde vystaveny různé předměty, vypovídající o životě a kultuře ostrovanů od prvních neolitických sídlišť až po současnost. Je zde možné vidět kamenné hroty šípů, náprsníky mongolských vojáků, dokumenty o rituálním kremaci zemřelých Burjatů, o životě v gulagu zřízeném na Olchonu v 30. letech, floře i fauně ostrova.
Škola je pojmenována po Nikolaji Michajloviči Revjakinovi, výrazném pedagogovi a školním inspektorovi olchonského okresu. Revjakin se po návratu z 2. světové války přestěhoval na Olchon působil až do svého penzionování jako ředitel chužirské sedmiletky, přičemž zde založil a vybudoval oblastní muzeum.

### Kurykanská stěna na mysu Chorgoj
Na břehu tzv. Malého moře v jižní části Olchonu se dochovaly pozůstatky hradby, která oddělovla mys Chorgoj (Хоргой) od zbytku ostrova. Hradbu vytvořili Kurykanové a je jednou z nejlépe dochovaných historických staveb na ostrově. Jedná se o tzv. suchou zeď, kameny jsou tedy prostě navršeny na sobě. Nachází se zde též prohlubně, které pravděpodobně sloužily k provádění rituálních obětí.

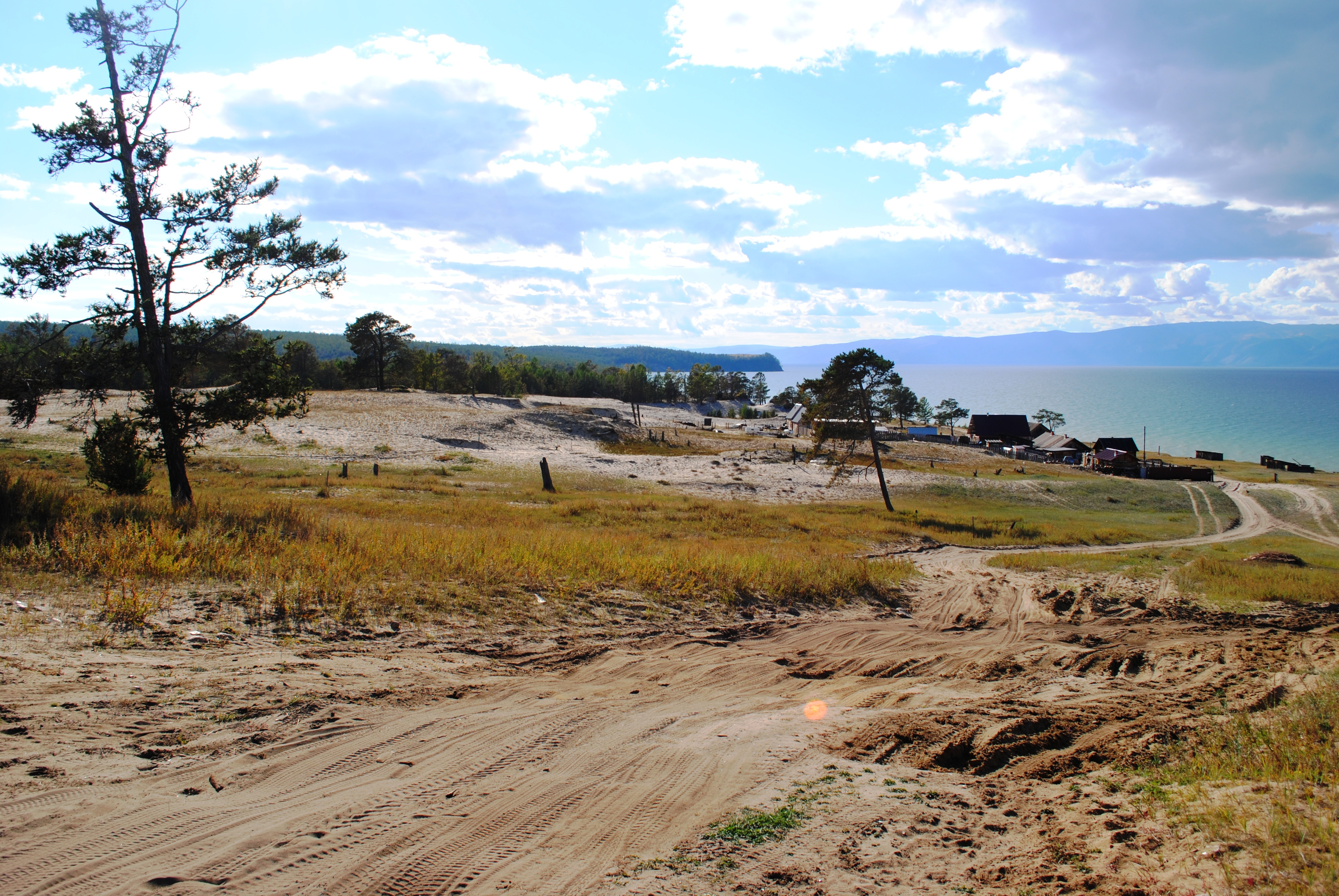
Pesčanoje

### Pesčanoje (Песчаное)
Pesčanoje je název místa, které se nachází asi 20 km severně od Chužiru na břehu zálivu Njurgaská ryba. Místo je zajímavé svými písečnými dunami, zabírajícími plochu asi 3 km2, na kterých rostou vzácné endemické rostliny, které se nevyskytují nikde jinde na světě - např. kozinec olchonský (Astragalus olchonensis), trvalka z čeledi bobovitých.

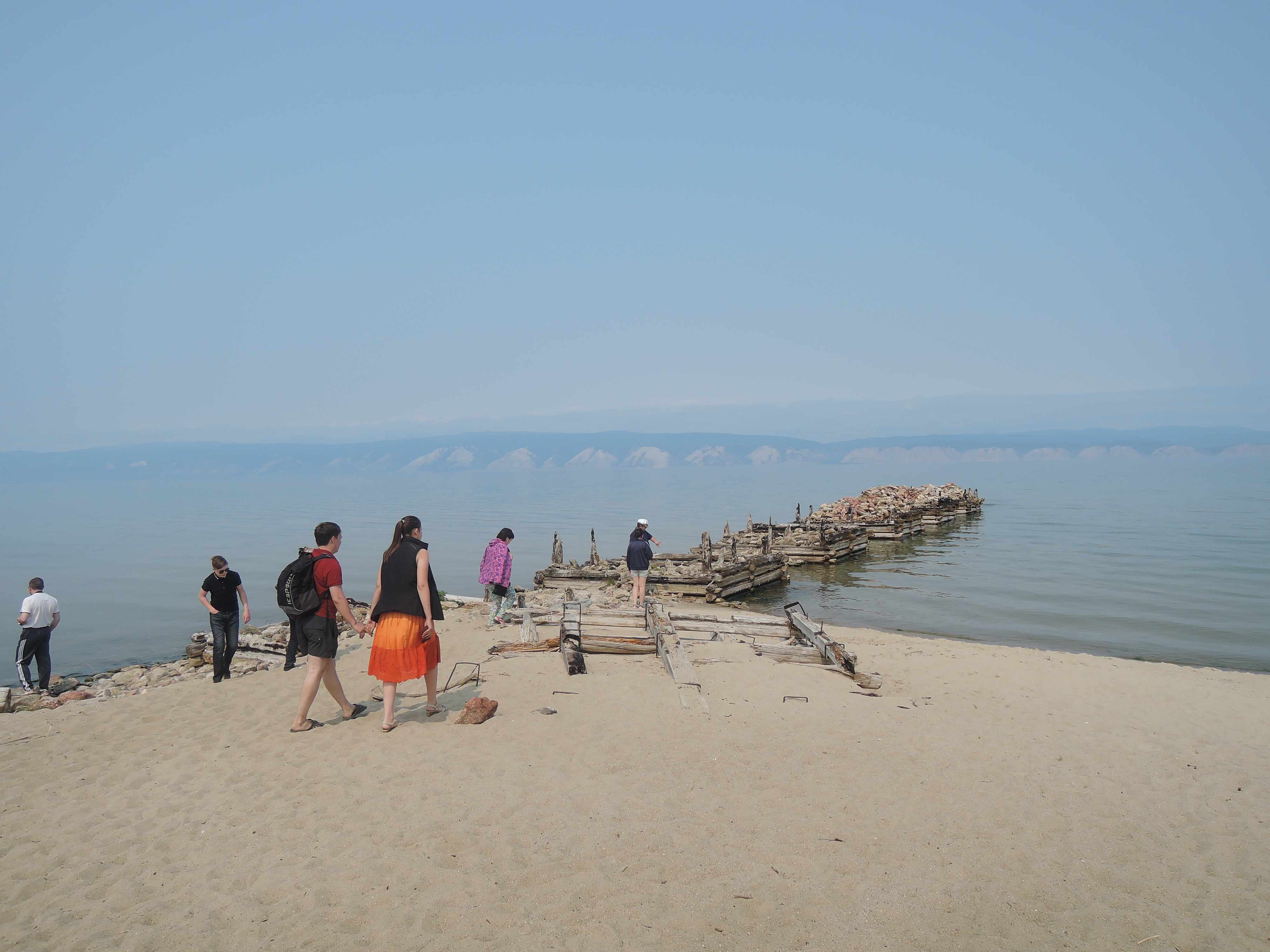
Molo v Pesčanoje, pozůstatek někdejšího gulagu

V roce 1913 vzniknul projekt výstavby tábora nucených prací právě na tomto místě, ale kvůli vypuknutí 1. světové války a pozdějších revolučních událostech zůstaly tehdejší plány pouze na papíře.
Až v polovině 30. let zde byl vybudován gulag, který fungoval do poloviny let 50. Zařízení to bylo nevelké, odsouzenci žili pouze ve čtyřech barácích. Jejich úkolem zde bylo lovit a zpracovávat ryby, přičemž byli nuceni brodit se ledovými vodami Bajkalu. Tábor nebyl zvlášť přísně střežen, neboť v létě nebylo z ostrova možno uprchnout, v zimě neměl vězeň bez patřičného vybavení šanci přežít v ledových sibiřských pustinách. Na místě jsou dodnes patrné pozůstatky baráků, dřevěných cest a mola.
V Pesčaném a v jeho blízkosti žili též lidé deportovaní v období stalinismu z Litvy, západní Ukrajiny, Běloruska, Polska atp., dohromady 27 národností. Přeživší se mohli navrátit domů až po amestii r. 1956.
Obyvatelé ostrova zde vztyčili 16. dubna 2012 na památku těchto smutných událostí dřevěný kříž. Ten je omotaný zbytky ostnatého drátu, které byly v Pesčanoje nalezeny. Na kříži je umístěn nápis: "Toto místo bylo svědkem utrpení obětí represí poloviny 20. století."

## Turismus a doprava

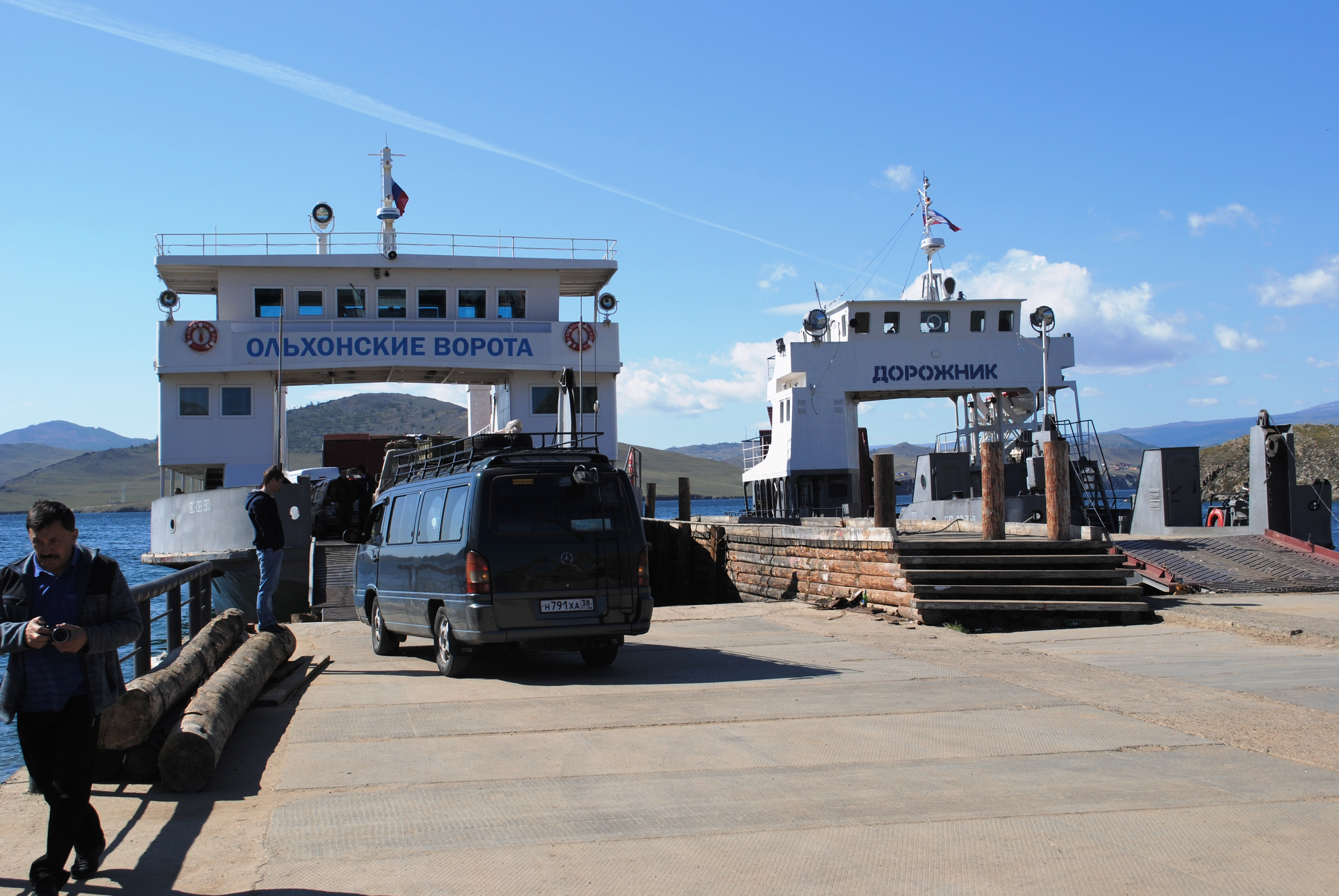
Přívoz na Olchon

V létě je ostrov navštěvován množstvím turistů z Ruska i ze zahraničí. Turisté jsou ubytováni nejčastěji v Chužiru, není však problém rozbít si bezplatně stan na břehu nějaké malebné zátoky. Pro pohyb po většině ostrova je však oficiálně potřeba povolení od místních ochranářů (jedná se o národní park), které lze pořídit za drobný poplatek v Chužiru na adrese Bajkalskaja 50. Na ostrově se prakticky nevyskytují nebezpečná zvířata a na rozdíl od zbytku Bajkalu zde není problém s klíšťaty.
Dopravu na ostrov zabezpečuje bezplatný přívoz z osady Sachjurta. V letním období vyplouvají dvě lodě naproti sobě přibližně každou hodinu až do soumraku. V hlavní sezóně jsou zde běžně i několikahodinové fronty na přívoz (hromadná doprava má však vždy přednost), kterých obratně využívají místní prodejci suvenýrů. V zimním období není přívoz potřeba, neboť se jezdí po ledu.
V období zamrzání či rozmrzání jezera dopravu zajišťuje pouze vznášedlo.
Během hlavní sezóny turisté hojně využívají maršrutky vypravované z Irkutska, zastavují zde též lodě plující na trasách Irkutsk - Severobajkalsk a Irkutsk - Usť-Barguzin.

## Mytologie a náboženství

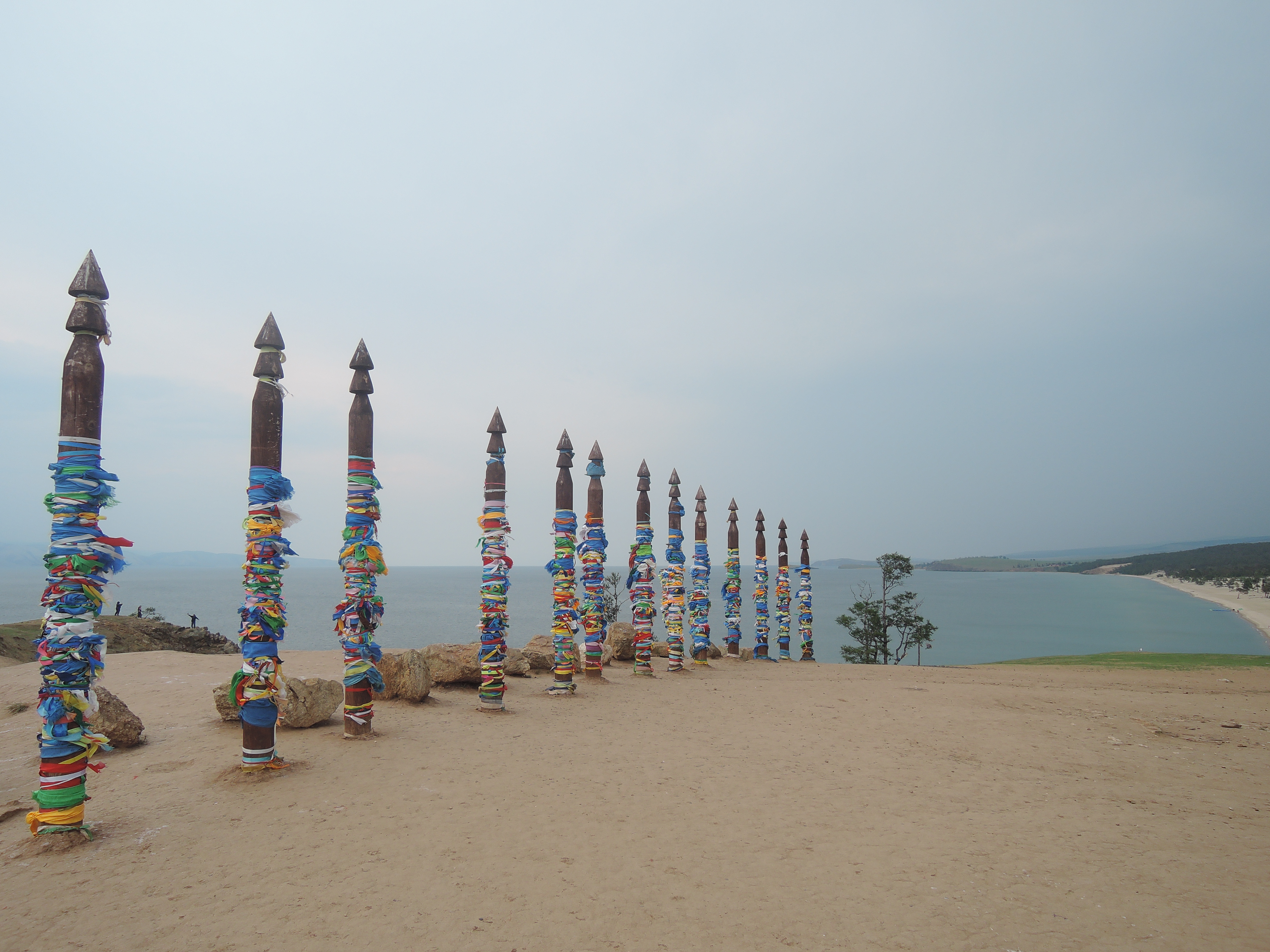
Sloupy k uvazování pentlí poblíž Šamanky, místo pro šamanistické i buddhistické obřady

V burjatské mytologii je Olchon považovaný za sídlo děsivých duchů Bajkalu. Podle pověstí se sem spustil z nebe duch Chan-Choto Babaj, kterého poslali na zemi vyšší bohové. Chan-Choto Babaj je pánem Olchonu a sídlí ve skále Šamance (Burjati se proto bojí chodit přímo ke skále). V podobě bělohlavého orla skalního žije na Olchonu též jeho syn Chan-Chubuu Nojon, který jako první obdržel od Tengri šamanskou moc.
Ostrov Olchon je považován za centrum severního šamanismu a dodnes u mysu Burchan, nad břehem jezera hned u vesnice Chužir, vlají na stromech barevné pentle: to je tzv. obo, tedy místo uctívání duchů. Podle dávných pověstí žil v jeskyni skály Šamanky vládce celého Olchonu - Ežin neboli Burchan. Dnes se pentle vážou i na 13 sloupů vztyčených na přístupové cestě k Šamance. Tyto sloupy jsou zajímavým příkladem prolínání buddhismu s šamanismem, neboť zde provádějí obřady příslušníci obou náboženství.

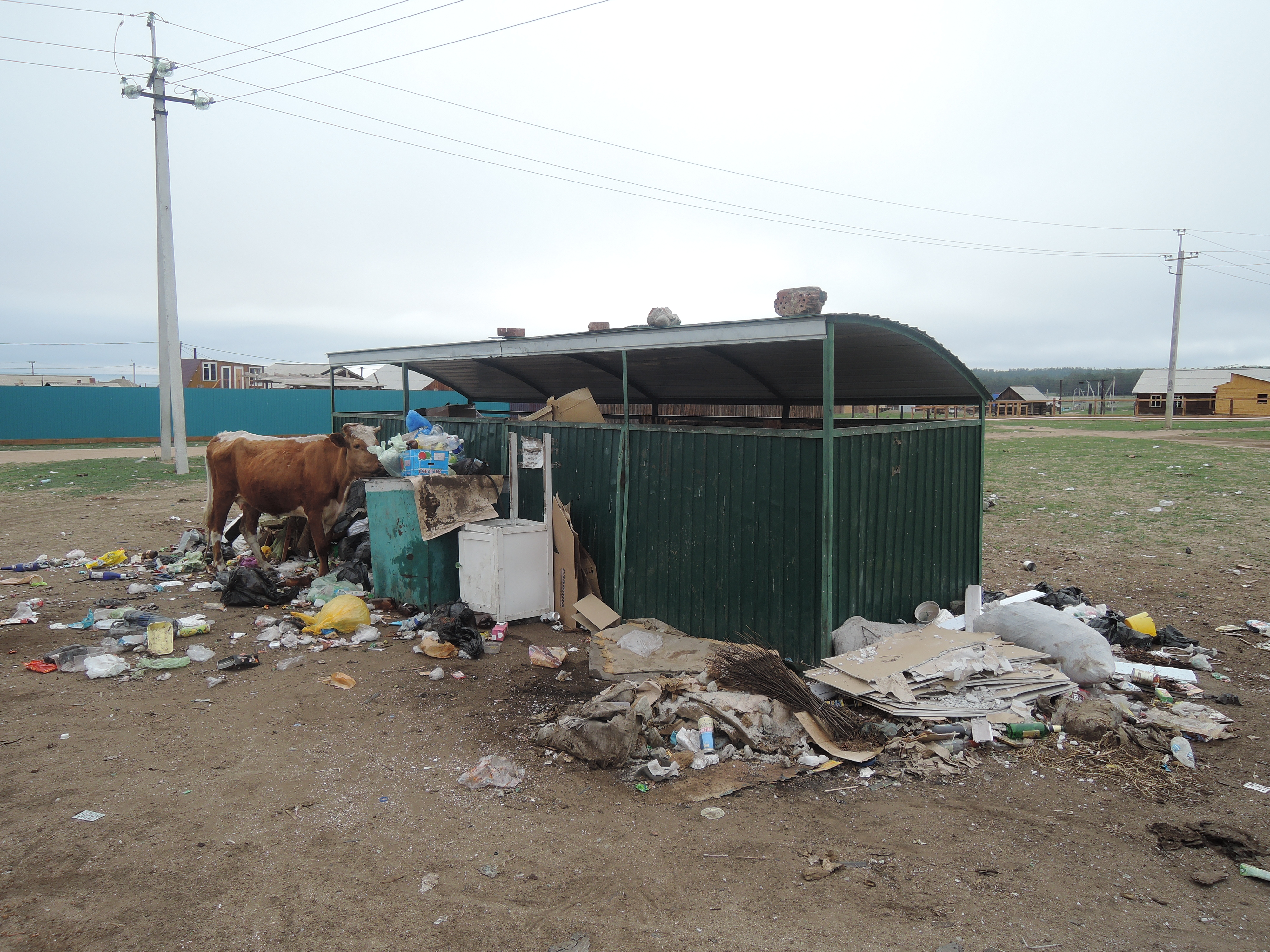
Kráva přebírající odpadky u kontejnerů v Chužiru

Dalším posvátným obřadním místem Burjatů je nejvyšší hora ostrova Ižmej (1274 m n. m.). Někde na jejím úpatí je prý k řetězu přikován nesmrtelný medvěd.

## Ekologické problémy
Jedním z největších ekologických problémů ostrova Olchon jsou odpadky. Donedávna je místní po starém obyčeji odhazovali za vesnici do lesa, což však začal být v době plastových obalů problém. Naštěstí jsou již po celém ostrově zřízeny odpadové kontejnery a divoké skládky byly zlikvidovány. Toto řešení však stále ještě není zcela ideální, neboť nenechavé krávy přebírající odpadky v kombinaci se silným větrem způsobují roznášení odpadků do všech stran. Stále také na ostrově narazíte na pohozené odpadky, jejichž zdrojem jsou především neukáznění turisté, pravděpodobně ale i někteří místí. Na ostrově proto stále probíhá kampaň proti odhazování odpadků do přírody a v létě zde můžete narazit na dobrovolníky z Irkutsku, kteří ostrov čistí.

## Zajímavá fakta
- V zálivech na severovýchodě ostrova byla ve 20. letech 20. století objevena neolitická sídliště.
- Poblíž mysu Kobylí hlava byl objeven jícen vyhaslého vulkánu. Dodnes lze zde všude nalézt kameny vulkanického původu.
- Asociace burjatských šamanů prohlásila Olchon za hlavní svatyni všemongolského a středoasijského významu a hlavní náboženské centrum Burjatů. Roku 1990 se na Olchonu konal první celoolchonský tajlagan - zvláštní náboženská slavnost, které se účastní všichni šamani ostrova, olchonského okresu i Ulan-Ude. Od té doby se tajlagan koná každý rok u Chužiru.
- Elektřina byla na Olchon zavedena až r. 2006. Aby nedošlo k narušení panoramatu Bajkalu, elektřina byla na ostrov přivedena podvodním kabelem.
- Ani v Chužiru stále neexistuje kvůli komplikovanému podloží a přísné ochraně přírody vodovod ani kanalizace. Voda musí být po vesnici rozvážena cisternami.
- Ačkoli ostrov obklopuje ohromná masa bez úprav pitné bajkalské vody, obyvatelé ostrova jsou nuceni používat vodu ze studní. Jezerní voda je totiž natolik čistá, že obsahuje pro člověka nedostatečné množství minerálů a dlouhodobé užívání vody tak může způsobit zdravotní problémy kvůli demineralizaci.

## Galerie

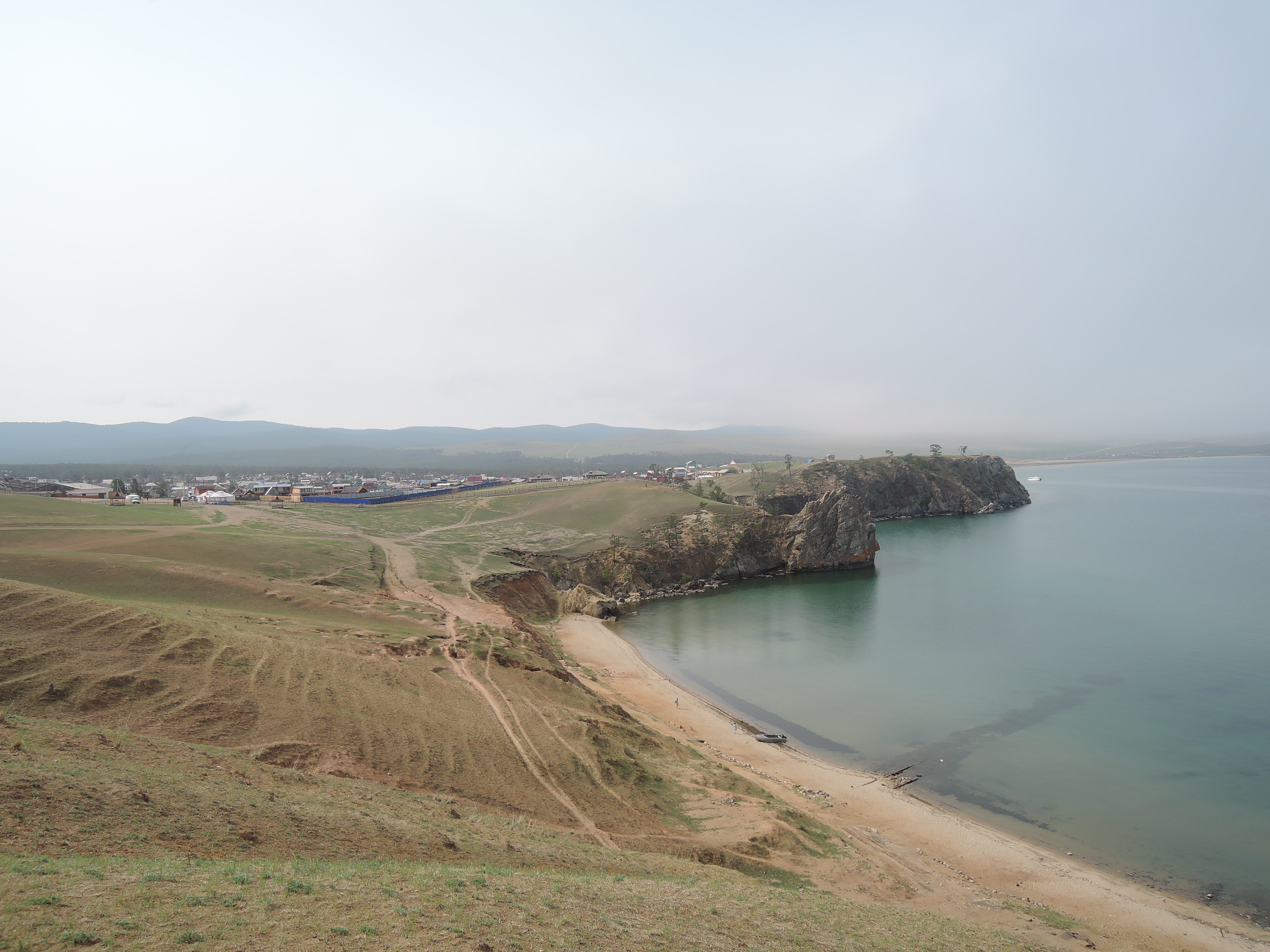
Pohled na Chužir ze severu
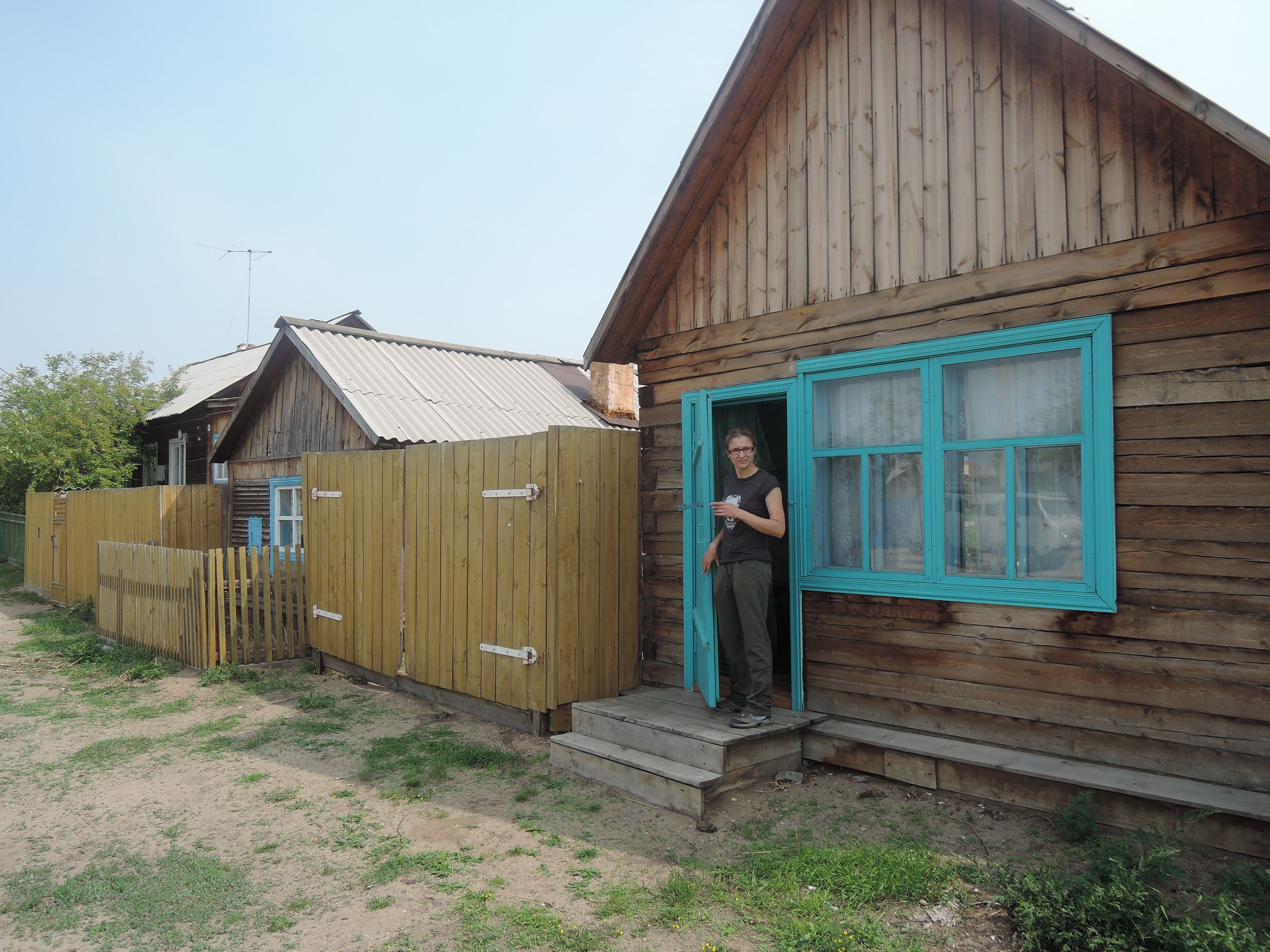
Chužírské domky
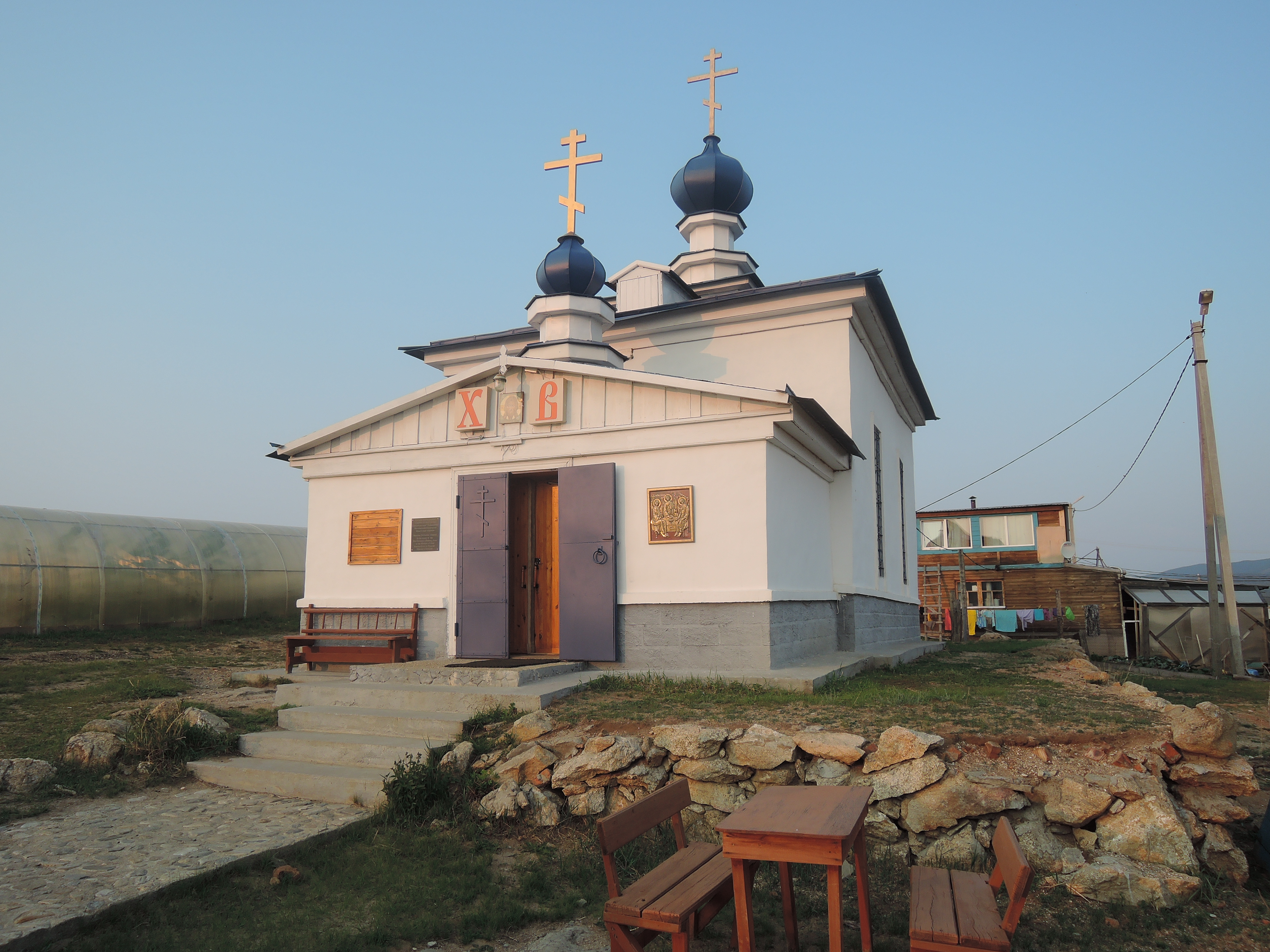
Pravoslavný kostelík v Chužiru
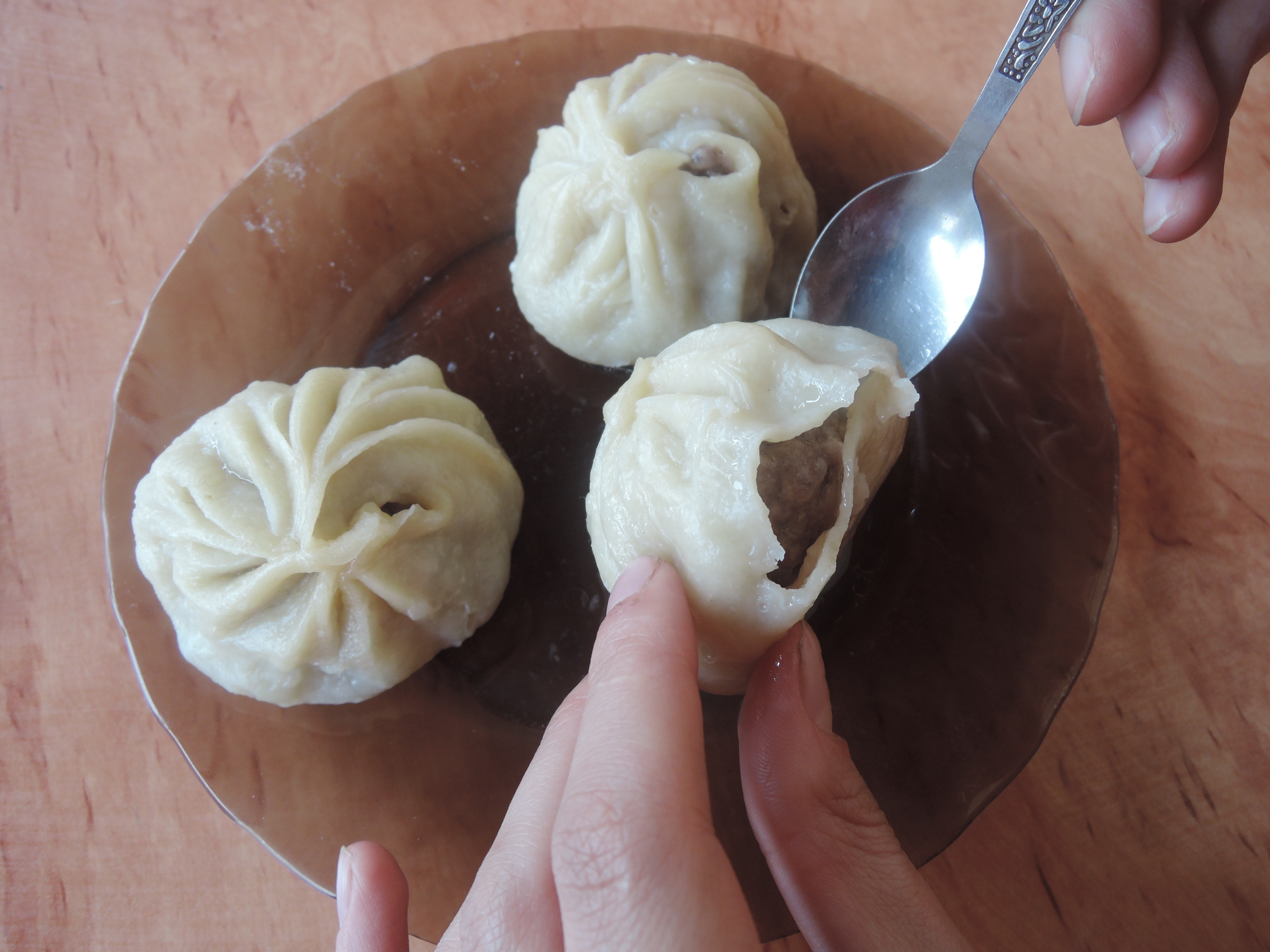
Pozy, burjatské národní jídlo
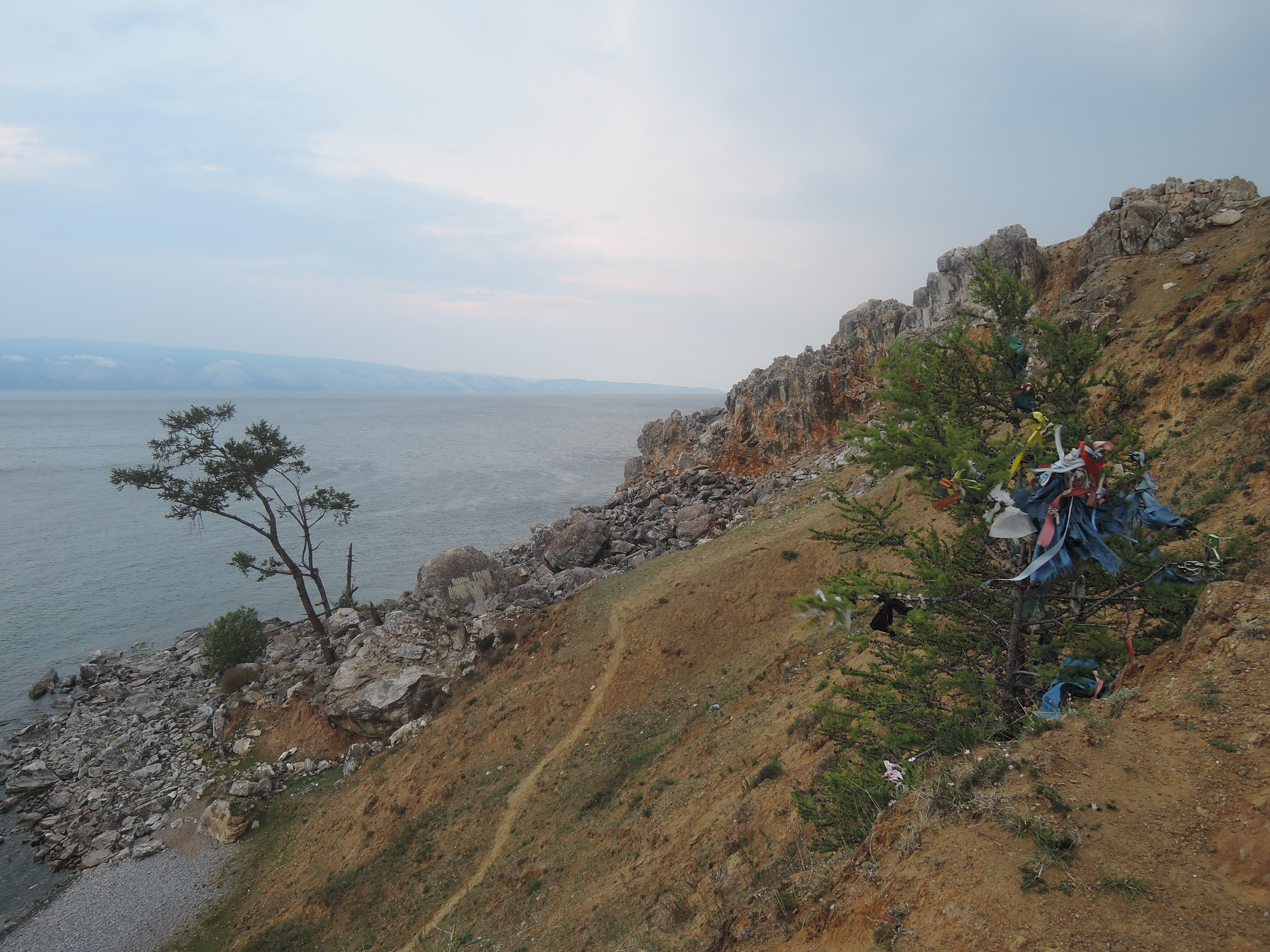
Rituální pentle na mysu Burchan
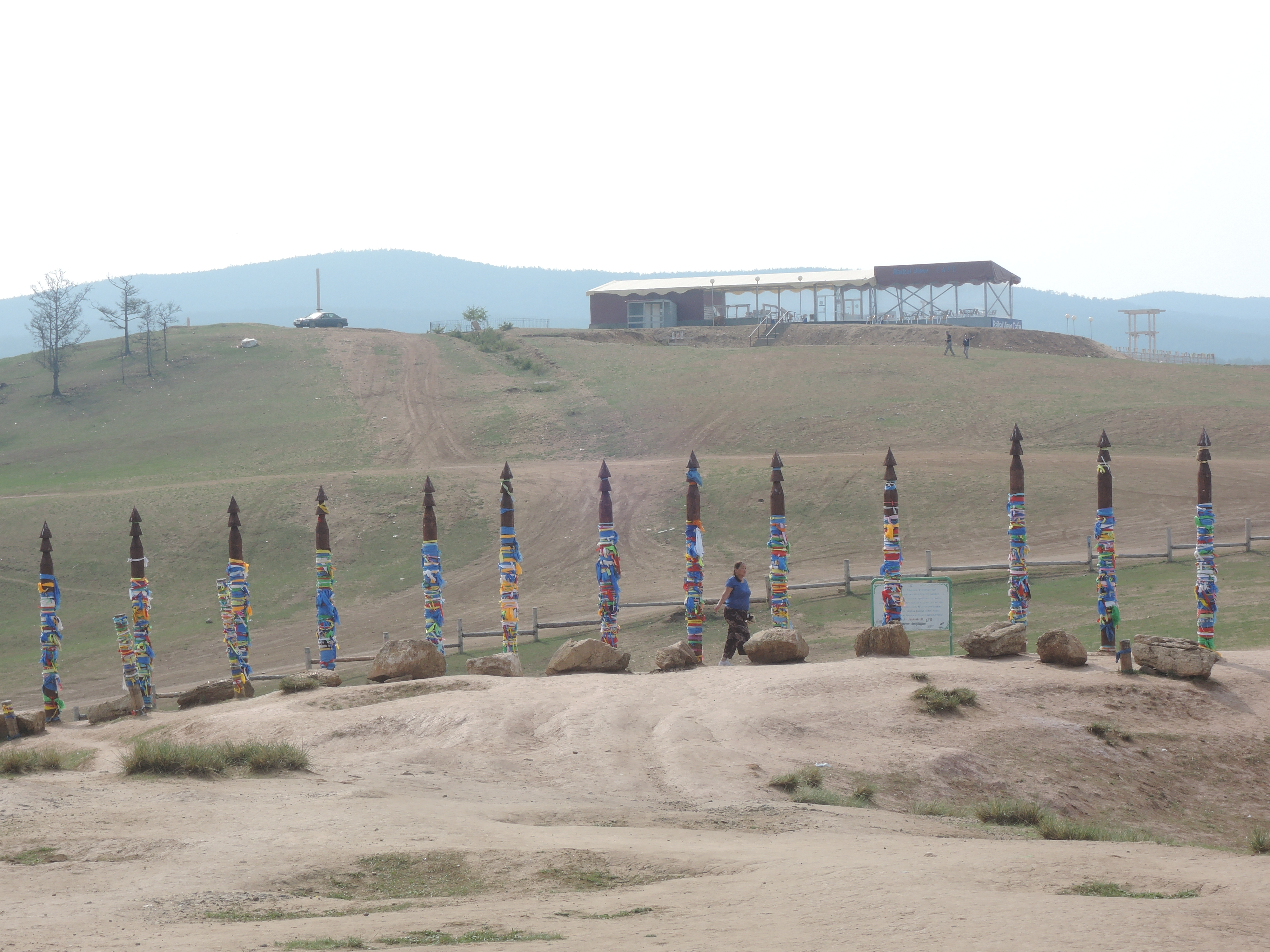
Burjatská žena provádějící rituál na mysu Burchan
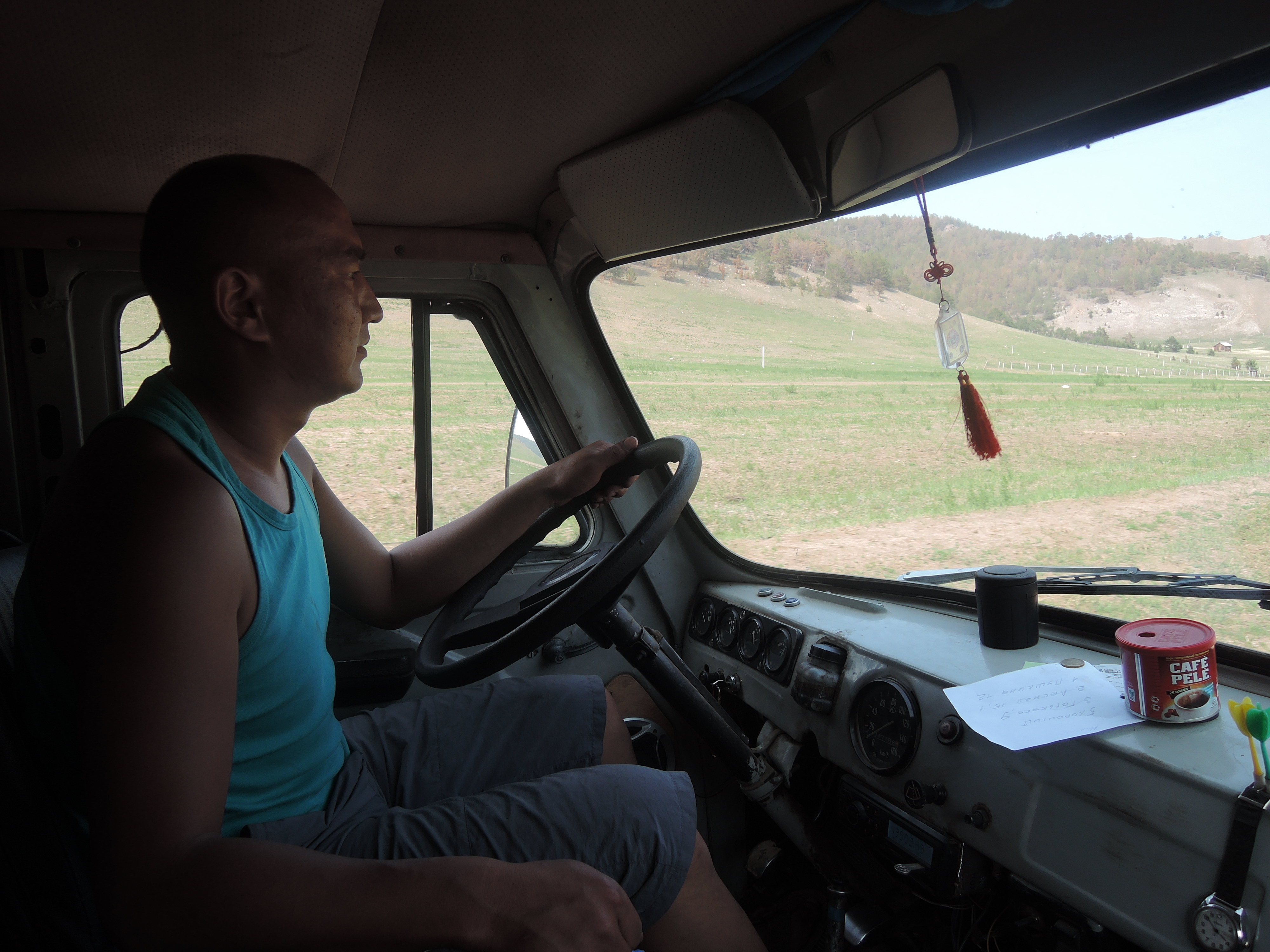
Obyvatel Olchonu za volantem svého vozu UAZ
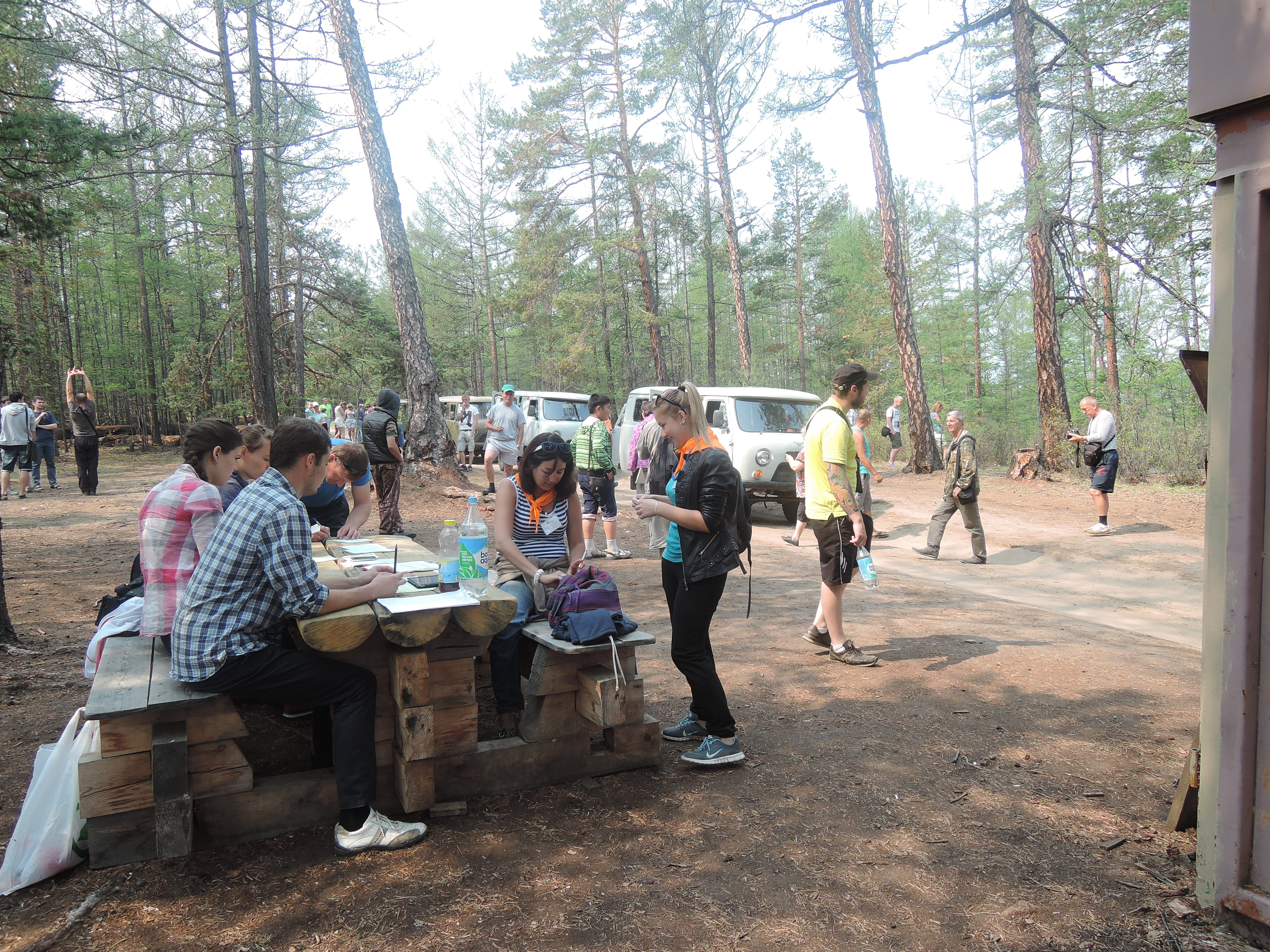
Turistický ruch na Olchonu
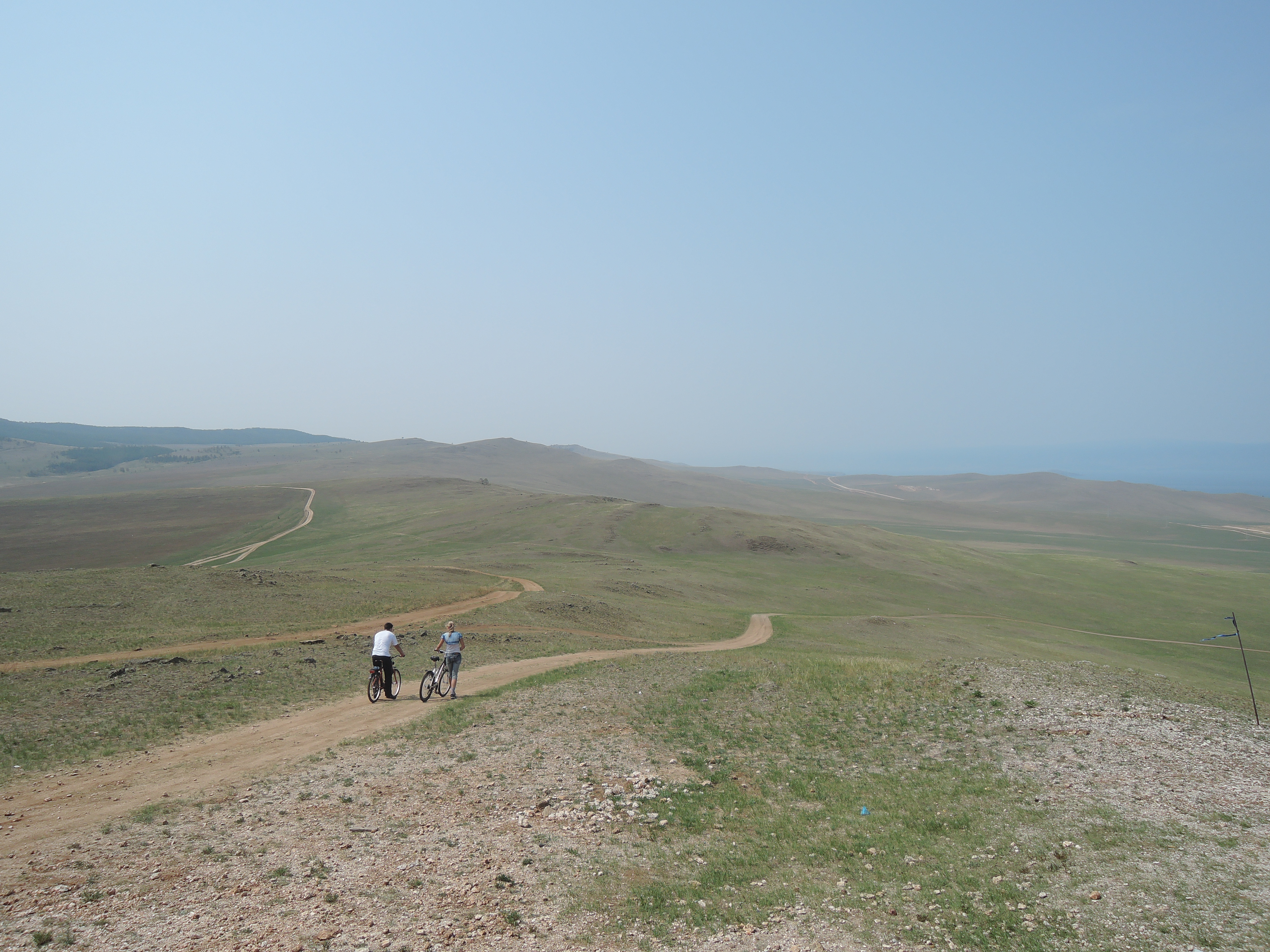
Cyklisté ve stepi poblíž Chužiru
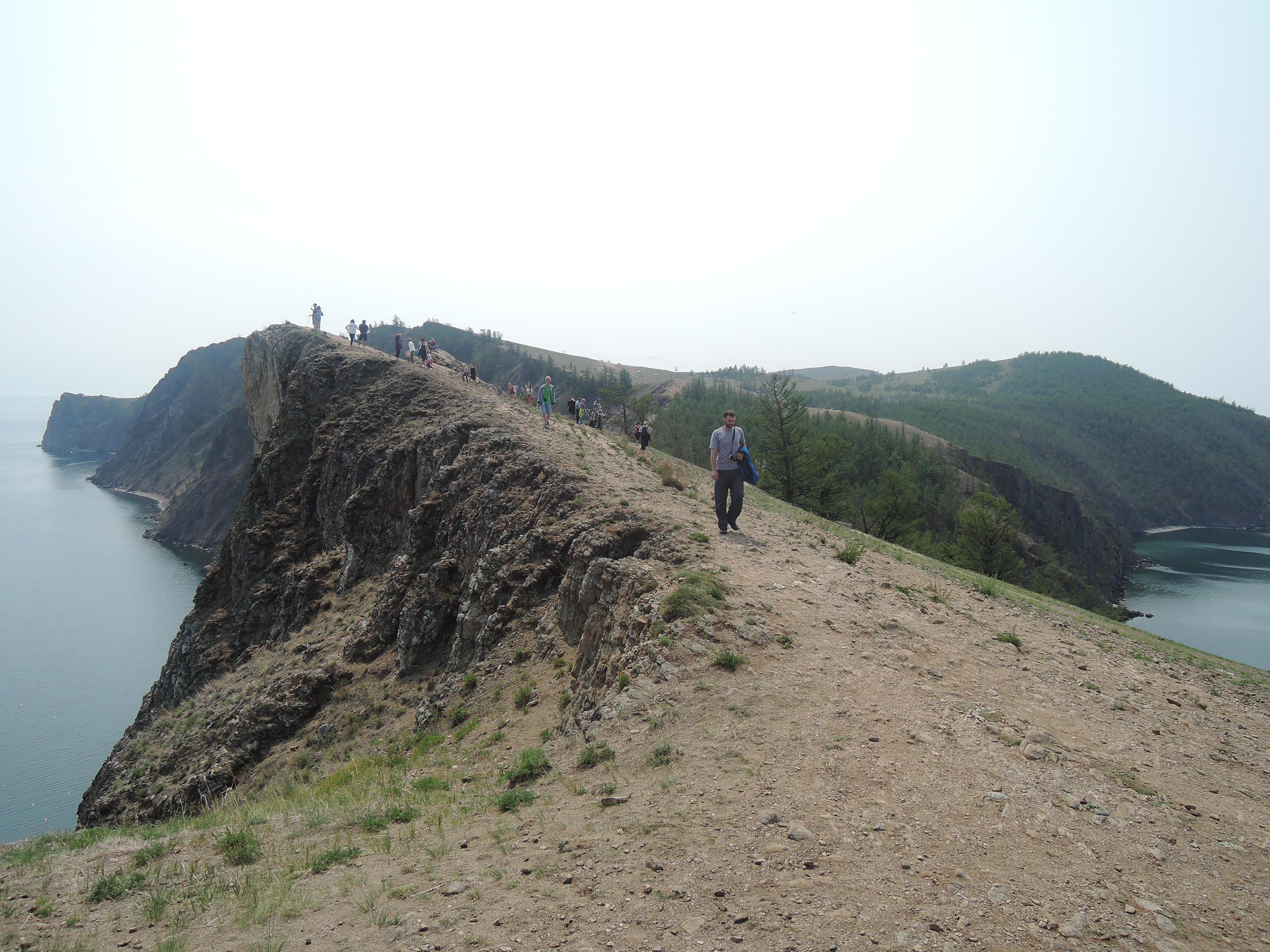
Mys Choboj, nejsevernější místo Olchonu
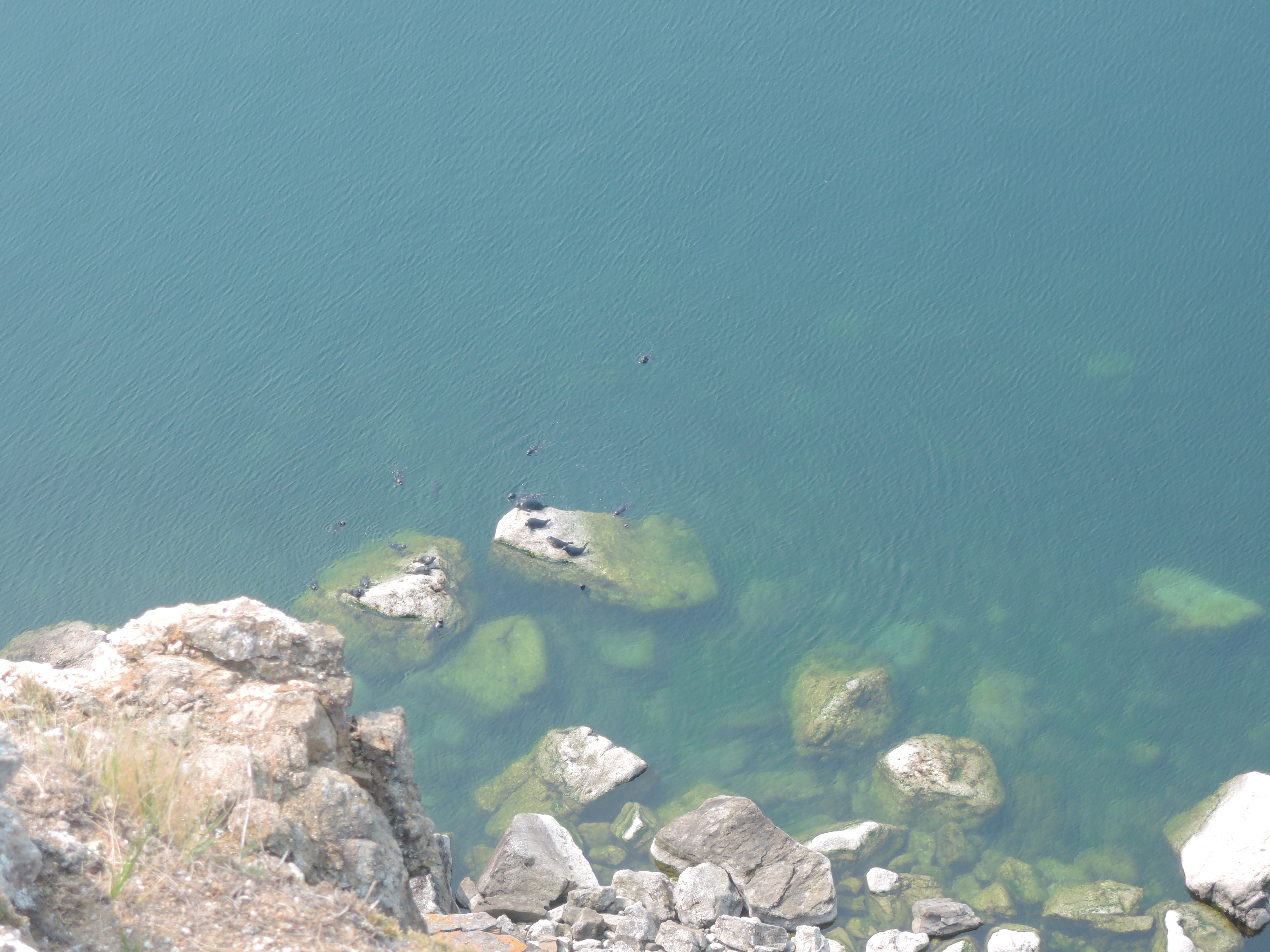
Něrpy (tuleň bajkalský) na mysu Choboj
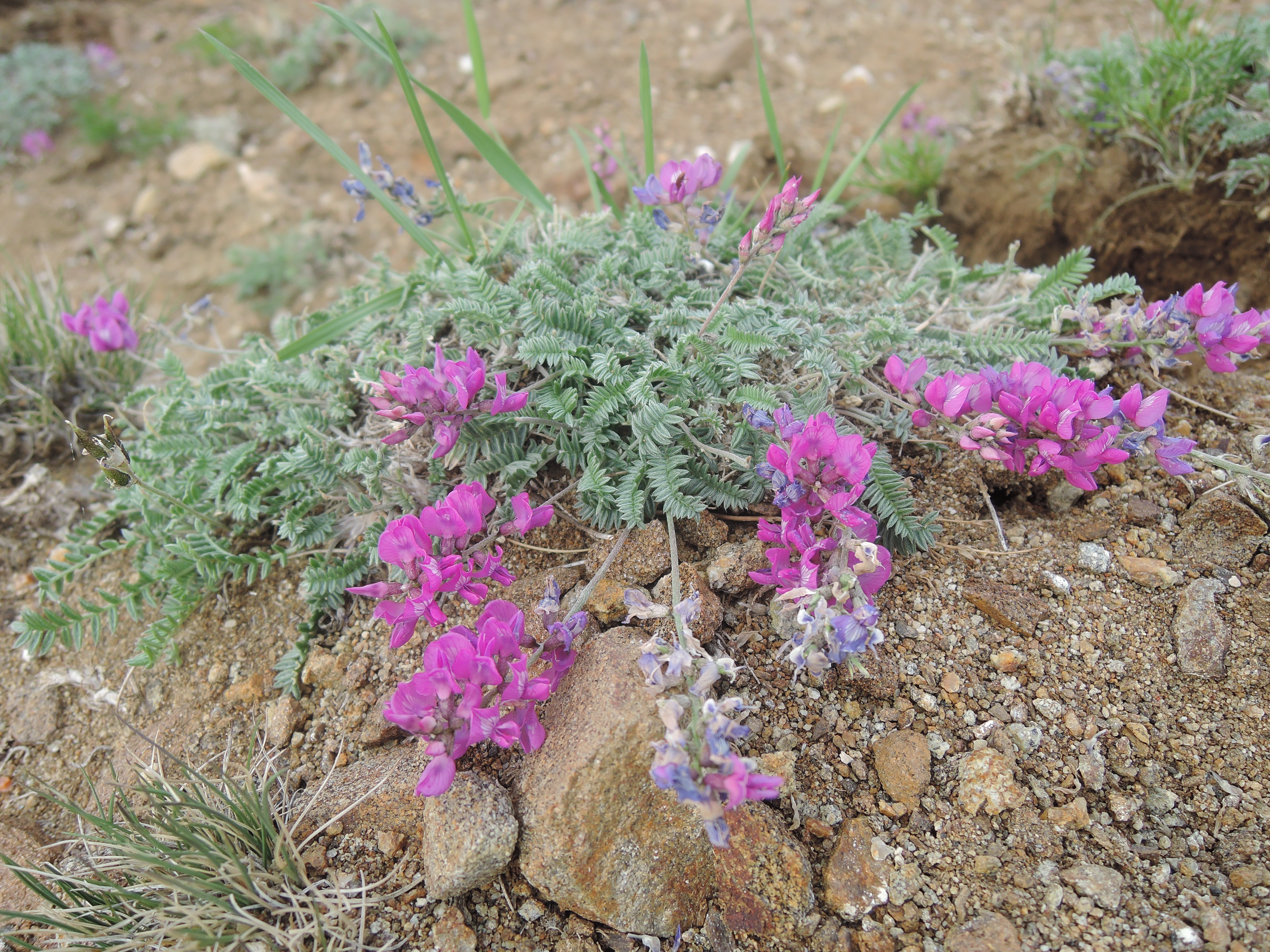
Olchonská květena
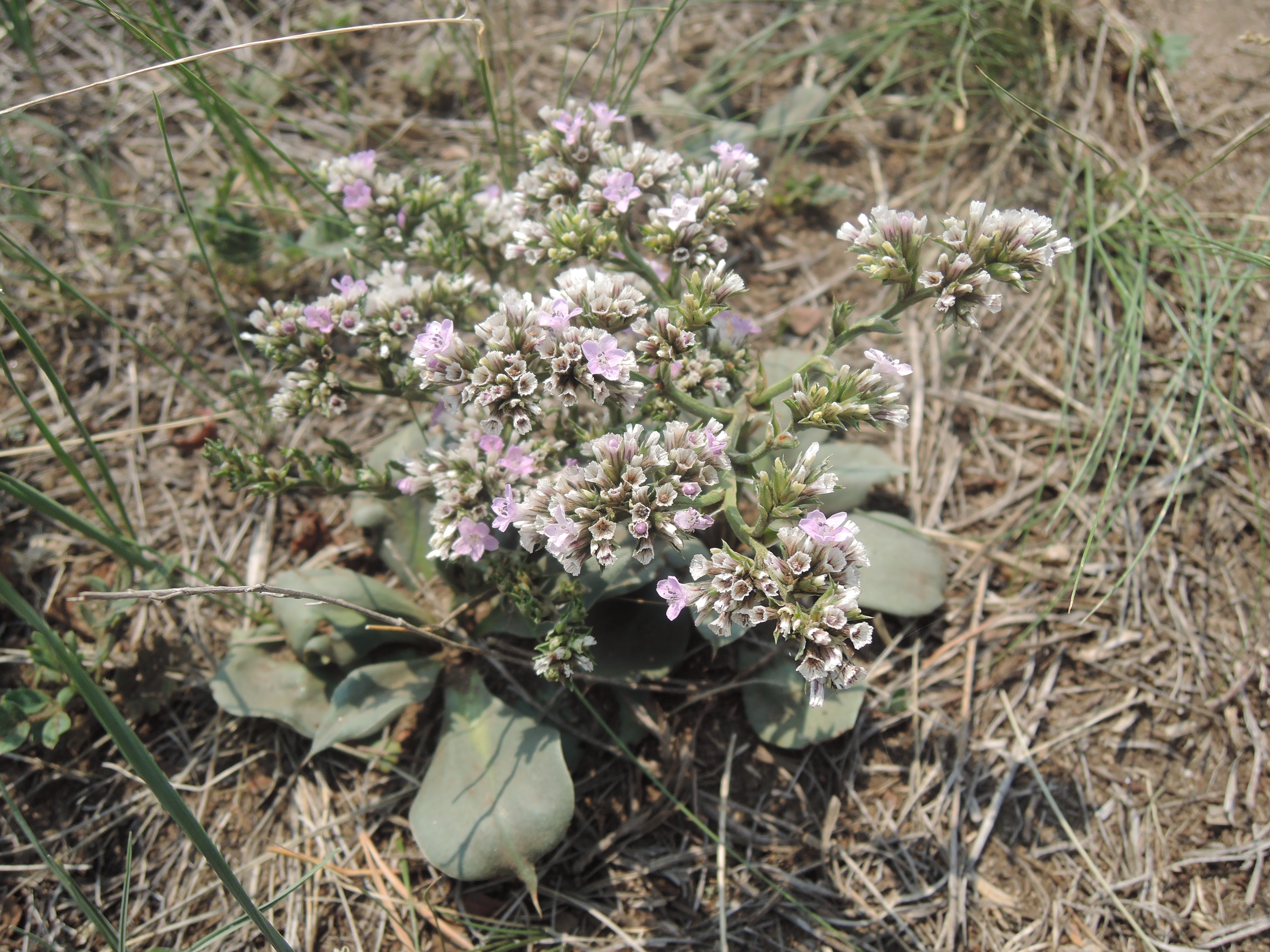
Olchonská květena
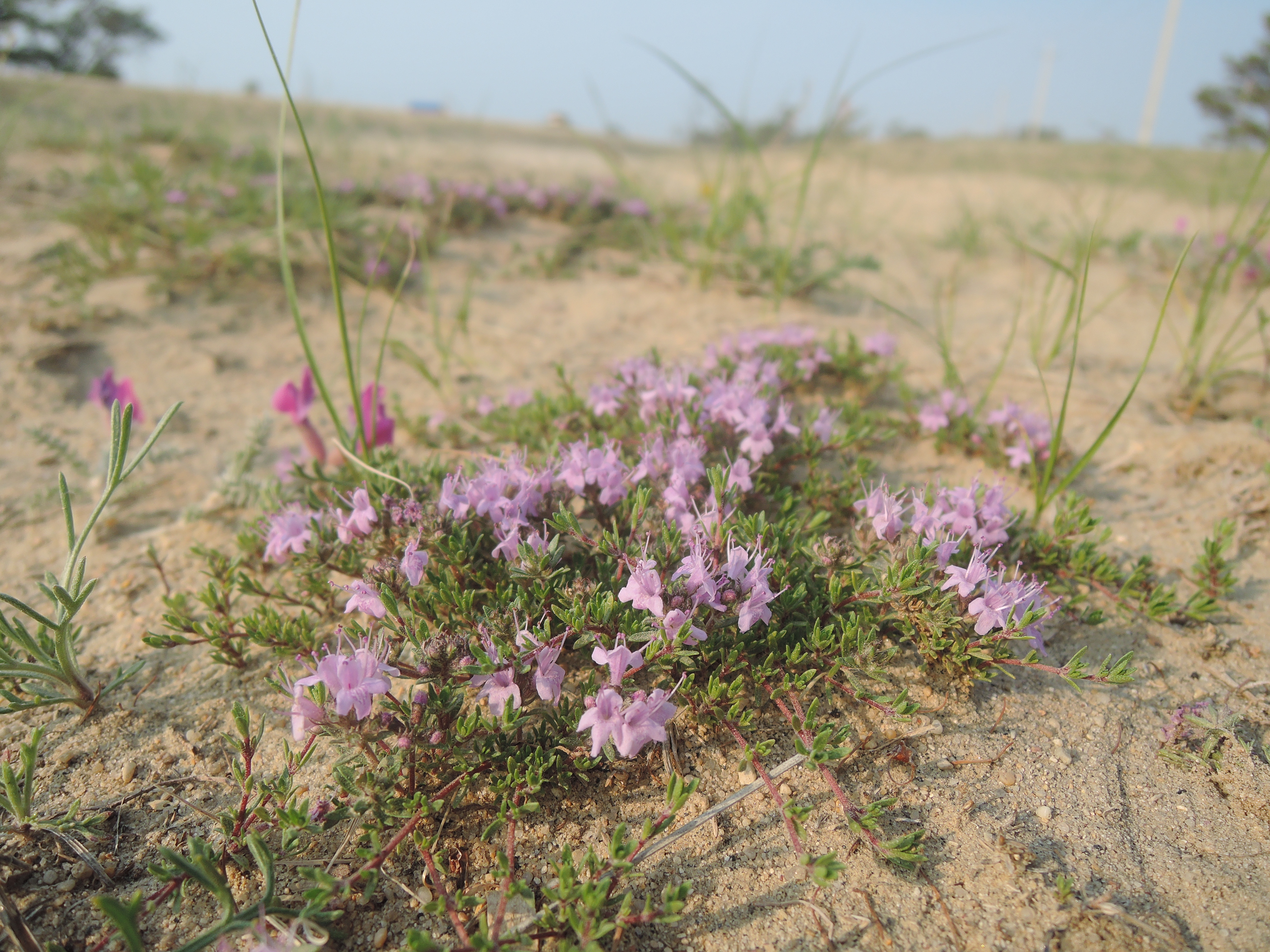
Olchonská květena